# 独山县债务问题
独山县债务问题，指中国贵州省黔南州独山县政府及其旗下融资平台的高额债务问题。

## 背景与经过
独山县是中华人民共和国贵州省黔南布依族苗族自治州下属的一个县，曾为国家级贫困县，2020年3月退出贫困县序列。
2010年7月，潘志立调任独山县县委书记并担任该职务8年。2014年9月，潘志立升任贵州黔南州副州长并继续兼任独山县县委书记。其主政期间，独山县以政府信誉为担保，成立多个融资平台，宣传独山县的交通优势、政策优势吸引投资人。据该县新闻传媒中心2017年报道，全县共有融资平台公司36家，其中，总资产规模达到10亿元以上的有20家。
独山县的政府融资被用于大规模建设“天下第一水司楼”、独山大学城、紫林山国际高尔夫球会等政绩工程。这些项目不仅“与当地发展水平严重不符”，而且大量涉及破坏森林、占用基本农田违法使用土地。许多项目被中途取缔或烂尾。

## 债务规模
2018年11月独山县委书记潘志立被免职时，独山县债务高达400多亿元人民币，绝大多数融资成本超过10％，即每年债务利息超过40亿元人民币。同时独山县2018年财政收入10.08亿，远远不足以支付利息。另一方面，2018年末，独山县户籍人口35.6065万人。据此推算，400亿的债务意味着独山县人均负债达11.2万元。
2020年，黔南州公布的独山县政府负债为137.70亿元，但此外还有超过40亿元的非标类债务。

## 主要项目

### 紫林山国际高尔夫球会
位于紫林山国家森林公园内，规划为108洞，包括老虎岩山地球场（亚巡赛标准）、野狼谷山地球场（美巡赛标准）、松树谷森林球场（欧巡赛标准）及百花谷丘陵球场（公众型球场）。配有游泳池、运动中心、桑拿、按摩推拿、民俗博物馆、酒吧街、公园、庙宇等设施。因以建设休闲草场为名破坏了2万余亩山林，独山县多位官员受到处分。

### 独山大学城
2012年8月开工，占地1.5余万亩，规划容纳10所大学，总投资概算135亿元人民币。
2013年9月12日，黔南民族师范学院独山校区入驻，22日独山中等职业学校、湖南育才技工学校正式入驻独山大学城黔南职教中心，同月26日独山大学城正式开园。2013年10月，黔南民族幼儿师范高等专科学校（原贵定师范学校）入驻，后迁出。
独山县西南职业教育基地建设项目，造价为2.5亿元，2019年1月停工。

### 净心谷
净心谷旅游区位于影山镇，主要景点有水司府堂（水司楼）、大观园（集古建、园林、民俗为一体）、儒学文化园、凡间景区（满山的茶园）、翻天印（高约4.5米，犹如一枚倒立的大印的巨石）、风动石、杜鹃花海、台地风光（当地水族人的村落）。整個項目由李宏進設計，总投资达50亿元。
水司府堂
举债近2亿元，位于独山县净心谷景区内。2016年9月开工，总建筑面积60000平方米，楼高99.9米，共24层，被称为“天下第一水司楼”。项目对外宣称为世界最高琉璃陶建筑。2018年6月左右停工。

### 毋敛古风博物院
2019年8月8日，乐殿博物馆（以中国古代音乐舞蹈为题材）和如意苑博物馆（以中国福寿吉祥文化题材）开园，筹备中的博物馆有汉唐风韵博物馆、明清瓷器博物馆、历代宫廷金银器博物馆、圣贤文化园、文化交流中心等。

### 毋敛古城
被当地群众称为独山版“紫禁城”，2016年6月开工，共4.4平方公里。主要有南北城门（固城门、嘉会门）、学宫、州署、三大庙（火神庙、财神庙、武圣庙）、大唐文化公园、黔南上海、黑神庙片区、西南动脉、秦光汉影、吐司化石、九名九姓等景点。

### 天洞景区
规划开发用地面积约3000亩，总投5亿元。主要包括天洞、天塔、天王广场、铁皮石斛主题观光园、名人植物园、御花园、天一湖、布依民族风情寨、百岁泉、千岁泉、万寿湖、游客接待中心、游客步道、门楼等旅游项目。

### 深河桥抗日文化园
2003年10月开始建设，2005年8月正式开放。主要由入口广场、卢沟晓月（小桥）、民族门、万魂墙（卵石墙）、贵州省抗战陈列馆、黔南人民抗日纪念碑、武器展示场、烽火台、断桥遗址等组成。

### 古韵布依、水上下司
2019年1月25日，CCTV《焦点访谈》节目报道了独山县下司镇“古韵布依、水上下司”特色旅游区项目的融资问题。项目总占地面积6800亩，包括基础设施、景区、民宿生活区、养生中心等，总投资5.86亿元，后因资金断裂整个项目停工。

### 其它项目
其它项目还有独山钟楼、盘古庄、独山·香港科学城、独山大数据中心、县政务大楼、贾跃亭法拉第科技有限公司等。

## 官员问责

### 潘志立
因破坏山林修建高尔夫球场，2015年8月，被免去黔南州副州长职务，仍任独山县委书记。2016年3月，受到党内严重警告处分。
2018年12月，潘志立被免去独山县委书记职务。2019年3月19日，潘志立涉嫌严重违纪违法，接受贵州省纪委省监委纪律审查和监察调查。
2019年8月，潘志立被“双开”。2020年4月，安顺市中级人民法院一审判处潘志立有期徒刑12年 。

### 其他官员
全县8镇、25个县直部门“一把手”几乎“全军覆没”。
2019年2月，三都县委书记梁嘉庚因受贿罪获刑10年，并被处罚金100万。梁嘉庚2012年1月至2015年5月，任独山县委副书记、县长，其受贿犯罪主要集中在其担任独山县县长期间。
2019年4月，独山县委原常委、政法委书记、公安局局长刘盛高被查；2019年10月以涉嫌徇私枉法罪、受贿罪被逮捕。
2020年3月，独山县原副县长杨绍忠以受贿罪判处有期徒刑四年，罚金40万元，犯罪所得财物予以追缴。
2020年4月，独山县委原常委、宣传部长胡昆以受贿罪判处其有期徒刑三年六个月，并处罚金25万元，犯罪所得财物予以没收，上缴国库。
2023年6月，潘志立的继任犹永凯涉嫌严重违纪违法接受审查调查。

### 黑社会案
2014年以来，刘东旺等20人黑社会性质组织涉及刑事案件12类17起，骗取贷款违法犯罪造成国家经济损失达4.08亿元。2020年3月判处刘东旺有期徒刑24年，剥夺政治权利5年，并处没收个人全部财产，其余19名涉黑组织成员分别被依法判刑，二审维持原状。
2019年4月，独山县委原常委、政法委书记、县公安局局长刘盛高，涉嫌严重违纪违法、涉嫌为黑恶势力充当“保护伞”被调查，2019年10月被逮捕。

## 后续处理与影响
2019年，独山县政府表示正在公开拍卖资产（包括商业用房、酒店、厂房等）回笼资金，贵州省财政也提前划拨了一定资金。
2020年7月，媒体人任冲昊（笔名马前卒）发布名为《马前卒暴走，亲眼看看独山县怎么烧掉400亿！》的视频，关注贵州省独山县和三都县的地方债务问题
，引发媒体对潘志立主政时遗留多个政绩工程及36家融资平台共400亿人民币债务问题的关注，独山县人民政府后回应称，将“切实推进形象工程政绩工程问题整改”，黔南州人民政府新闻办公室则通报称“注意到网上少数人反复炒作‘旧闻’并进行恶意关联，对于故意混淆概念、制造谣言，意图通过误导形成舆论施压、在处理有关问题中谋求不当利益等行为，公安机关将依法查处” 。
针对烂尾工程，2020年7月14日，独山县委宣传部回应称，目前续建项目已完工18个，在建项目32个，转建项目17个。
2021年5月，“天下第一水司楼”开始改建为五星级酒店、拆除木制结构。2024年1月，独山县提出将在年内实现净心谷酒店（即“天下第一水司楼”）投用，净心谷景区实现运营。